# Tosu
Tosu (鳥栖市 Tosu-shi?) es una ciudad japonesa ubicada al este de la prefectura de Saga, en la isla de Kyūshū.

## Historia
Los territorios donde se asienta la actual Tosu están habitados desde el período Yamato, sobre un emplazamiento célebre por la migración de aves. La zona fue uno de los escenarios de batalla de la Rebelión de Saga de 1874, en la que miembros de la clase samurái se levantaron sin éxito contra el nuevo gobierno Meiji.
Tras el establecimiento del sistema municipal de 1889, la zona quedaría dividida en cinco pueblos independientes: Asahi, Fumoto, Kizato, Tashiro y Todoroki, el más poblado de todos. Este último se convertiría en villa en 1907 y fue renombrado «Tosu», mientras que Tashiro recibiría la misma condición en 1936. Gracias a otra reestructuración, el 1 de abril de 1954 se fusionaron los cinco municipios en la actual ciudad de Tosu.
Tosu se ha especializado como nudo de transportes y centro industrial de la prefectura de Saga. Desde el siglo XXI es célebre por su equipo de fútbol, el Sagan Tosu. El estadio de Tosu, inaugurado en 1996, ha sido sede del Campeonato Mundial de Rugby Juvenil 2009.

## Transporte
Tosu está emplazada en la frontera con la prefectura de Fukuoka, lo que la convierte en un nudo de transporte natural entre Fukuoka y Nagasaki. Está unida a ambas ciudades a través de carreteras y del tren de alta velocidad. Las dos principales estaciones de ferrocarril son Tosu (1889) y Shin-Tosu (2011), esta última parte del recorrido del Kyūshū Shinkansen.
Por carretera está conectada a tres autopistas privadas (Kyūshū, Nagasaki y Ōita), tres autopistas públicas (3, 34 y 500) y tres carreteras prefecturales (Asakura, Kurume y Saga).

## Ciudadanos ilustres
- Masayoshi Son, fundador de SoftBank.[7]